# Polystachya reticulata
Polystachya reticulata är en orkidéart som beskrevs av Tariq Stévart och Droissart. Polystachya reticulata ingår i släktet Polystachya och familjen orkidéer.
Artens utbredningsområde är Bioko. Inga underarter finns listade i Catalogue of Life.